# كافو (لاعب كرة قدم مواليد 1993)
كافو (بالبرتغالية: Carlos Miguel Ribeiro Dias‏) هو لاعب كرة قدم برتغالي في مركز الوسط، ولد في 26 فبراير 1993 في غيمارايش في البرتغال. شارك مع منتخب البرتغال تحت 16 سنة لكرة القدم ومنتخب البرتغال تحت 17 سنة لكرة القدم ومنتخب البرتغال تحت 18 سنة لكرة القدم ومنتخب البرتغال تحت 19 سنة لكرة القدم ومنتخب البرتغال تحت 20 سنة لكرة القدم. أما مع النوادي، فقد لعب مع فيتوريا دي غيماريش.

## وصلات خارجية
- كافو على موقع قاعدة بيانات كرة القدم.إي يو (الإنجليزية)
- كافو على موقع ليكيب (الفرنسية)
- كافو على موقع Soccerbase.com (لاعب) (الإنجليزية)
- كافو على موقع Soccerway.com (الإنجليزية)
- كافو على موقع عالم كرة القدم.نت (الإنجليزية)
- كافو على موقع AS.com (الإسبانية)